# Linje 1 (Paris metro)
| Urban head station in tunnel |

| Urban tunnel stop on track |

| Unknown BSicon "utSTRe" |

| Unknown BSicon "utSTRa" |

| Urban tunnel stop on track |

| Urban tunnel stop on track |

| Urban tunnel station on track |

| Urban tunnel stop on track |

| Urban tunnel station on track |

| Urban tunnel stop on track |

| Urban tunnel station on track |

| Urban tunnel station on track |

| Urban tunnel station on track |

| Urban tunnel stop on track |

| Urban tunnel station on track |

| Urban tunnel stop on track |

| Urban tunnel station on track |

| Urban tunnel station on track |

| Urban tunnel stop on track |

| Unknown BSicon "utSTRe" |

| Urban station on track |

| Unknown BSicon "utSTRa" |

| Urban tunnel station on track |

| Urban tunnel station on track |

| Urban tunnel station on track |

| Urban tunnel station on track |

| Urban tunnel stop on track |

| Urban tunnel stop on track |

| Urban end station in tunnel |

| Urban head station in tunnel |

| Urban tunnel stop on track |

| Unknown BSicon "utSTRe" |

| Unknown BSicon "utSTRa" |

| Urban tunnel stop on track |

| Urban tunnel stop on track |

| Urban tunnel station on track |

| Urban tunnel stop on track |

| Urban tunnel station on track |

| Urban tunnel stop on track |

| Urban tunnel station on track |

| Urban tunnel station on track |

| Urban tunnel station on track |

| Urban tunnel stop on track |

| Urban tunnel station on track |

| Urban tunnel stop on track |

| Urban tunnel station on track |

| Urban tunnel station on track |

| Urban tunnel stop on track |

| Unknown BSicon "utSTRe" |

| Urban station on track |

| Unknown BSicon "utSTRa" |

| Urban tunnel station on track |

| Urban tunnel station on track |

| Urban tunnel station on track |

| Urban tunnel station on track |

| Urban tunnel stop on track |

| Urban tunnel stop on track |

| Urban end station in tunnel |

Paris metrolinje 1 i Paris tunnelbana är den äldsta linjen i tunnelbanenätet från år 1900 i Paris, Frankrike. Det är också nätverkets första linje som konverteras från manuellt driven drift till helautomatiserad drift. Konverteringen påbörjades 2007 och slutfördes 2011. Linjen trafikeras av förarlösa tåg precis som linje 4 och linje 14. Linjen sammanbinder nya stadsdelen La Défense med Château de Vincennes. Med en längd av 16,5 km är det Paris viktigaste linje som går från väst till öst tillsammans med RER linje A. Det är den linjen  som  har mest passagerare av Paris alla tunnelbanelinjer, ca 725 000 per dag. 

## Historia
- 1900: Linjen öppnade mellan Porte Maillot och Porte de Vincennes.
- 1934: Linjen förlängs från Porte de Vincennes till Château de Vincennes.
- 1937: Sträckan Porte Maillot till Pont de Neuilly invigs.
- 1992: Linjen öppnas mellan Pont de Neuilly och La Défense.

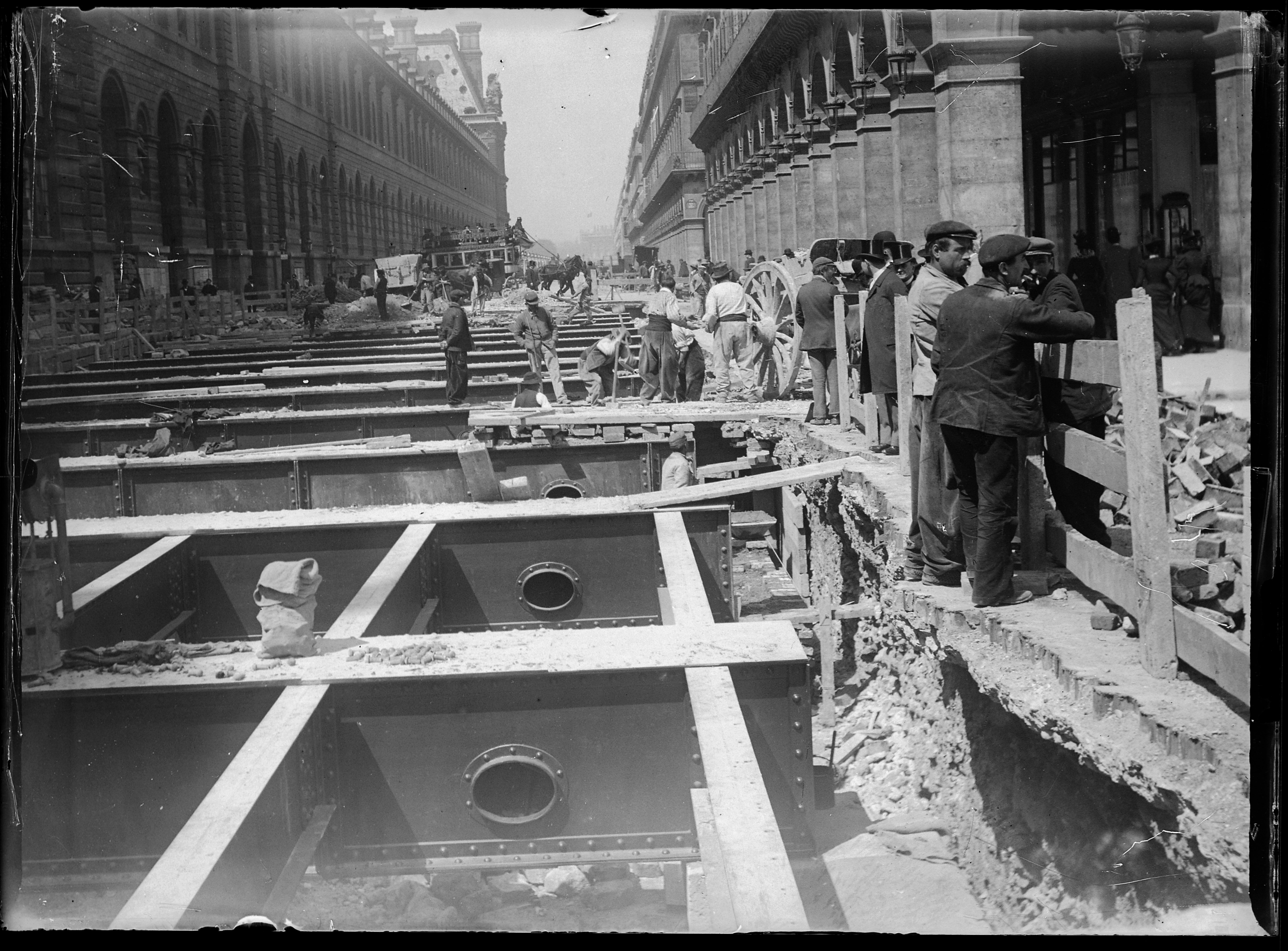
Metron byggs under Rue de Rivoli
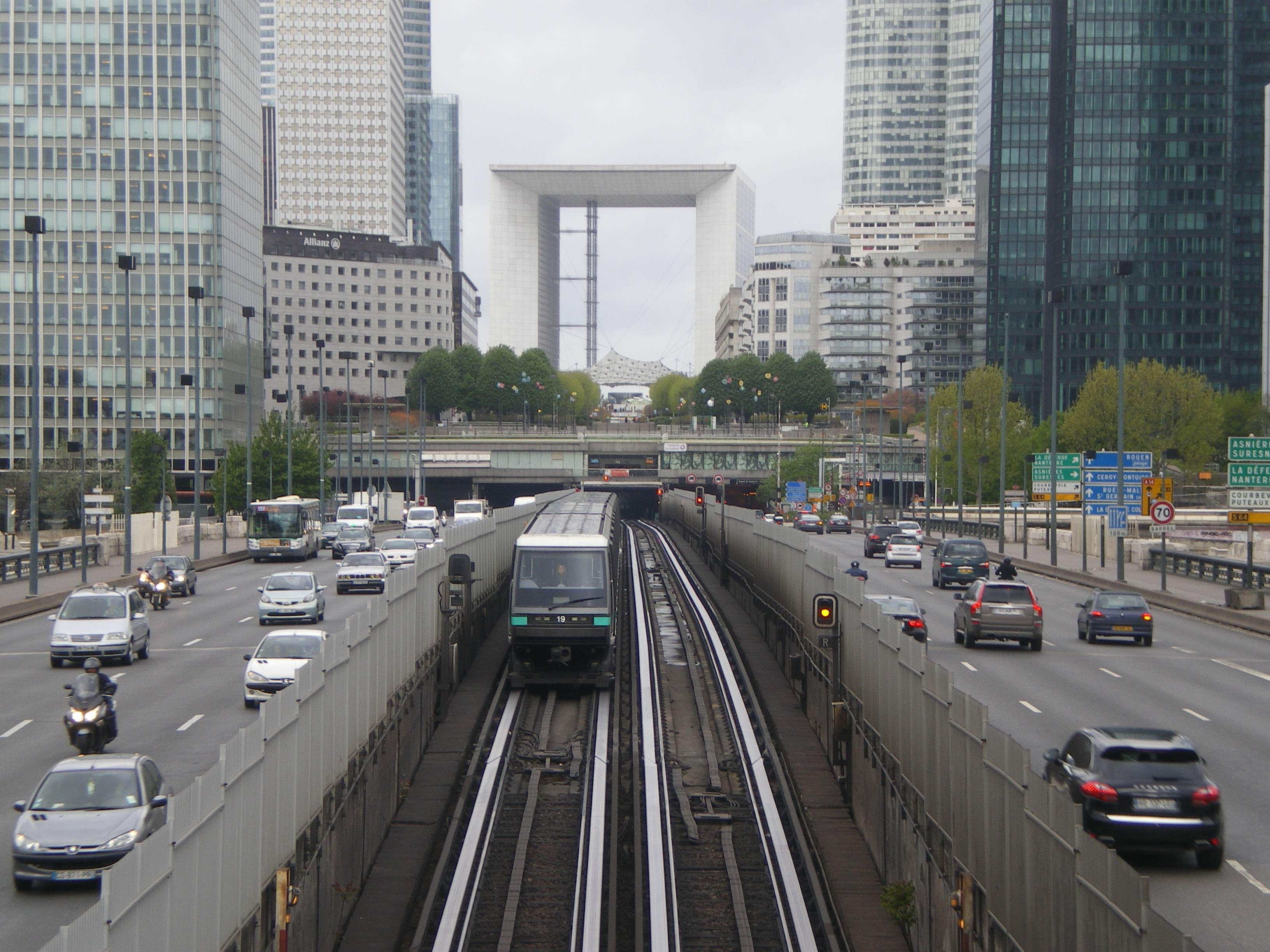
Linje 1 vid La Défense.
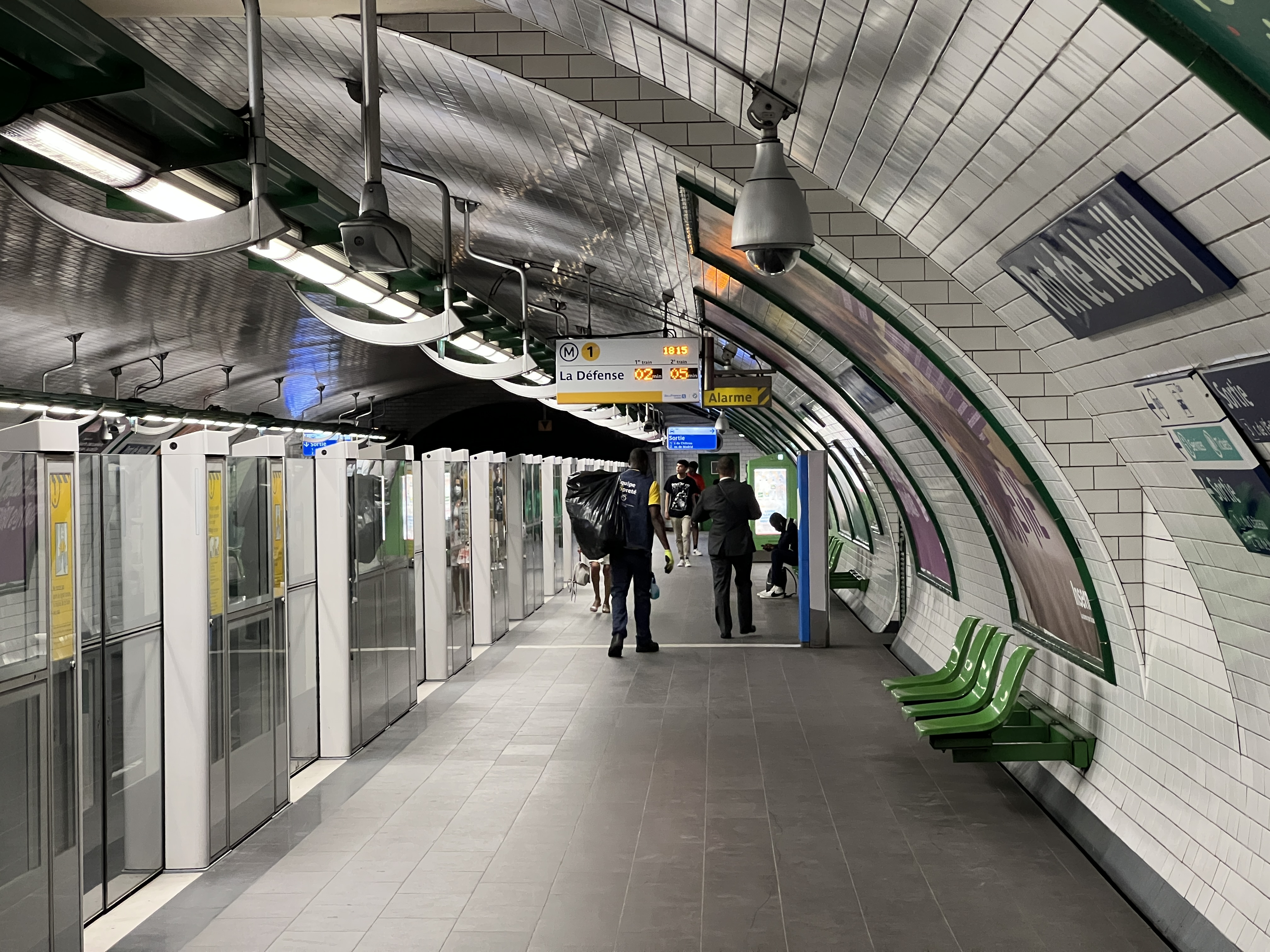
Pont de Neuilly
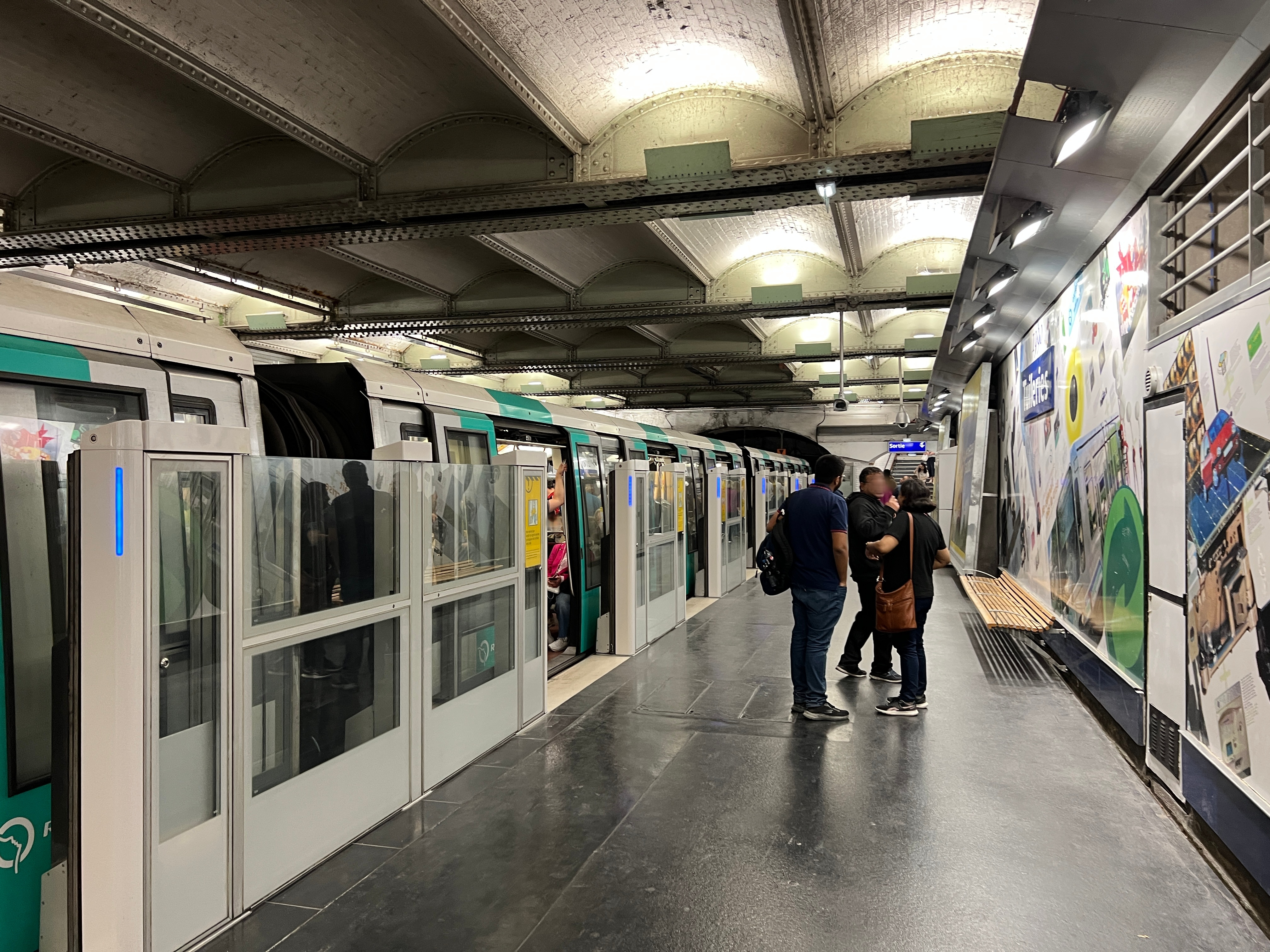
Tuileries
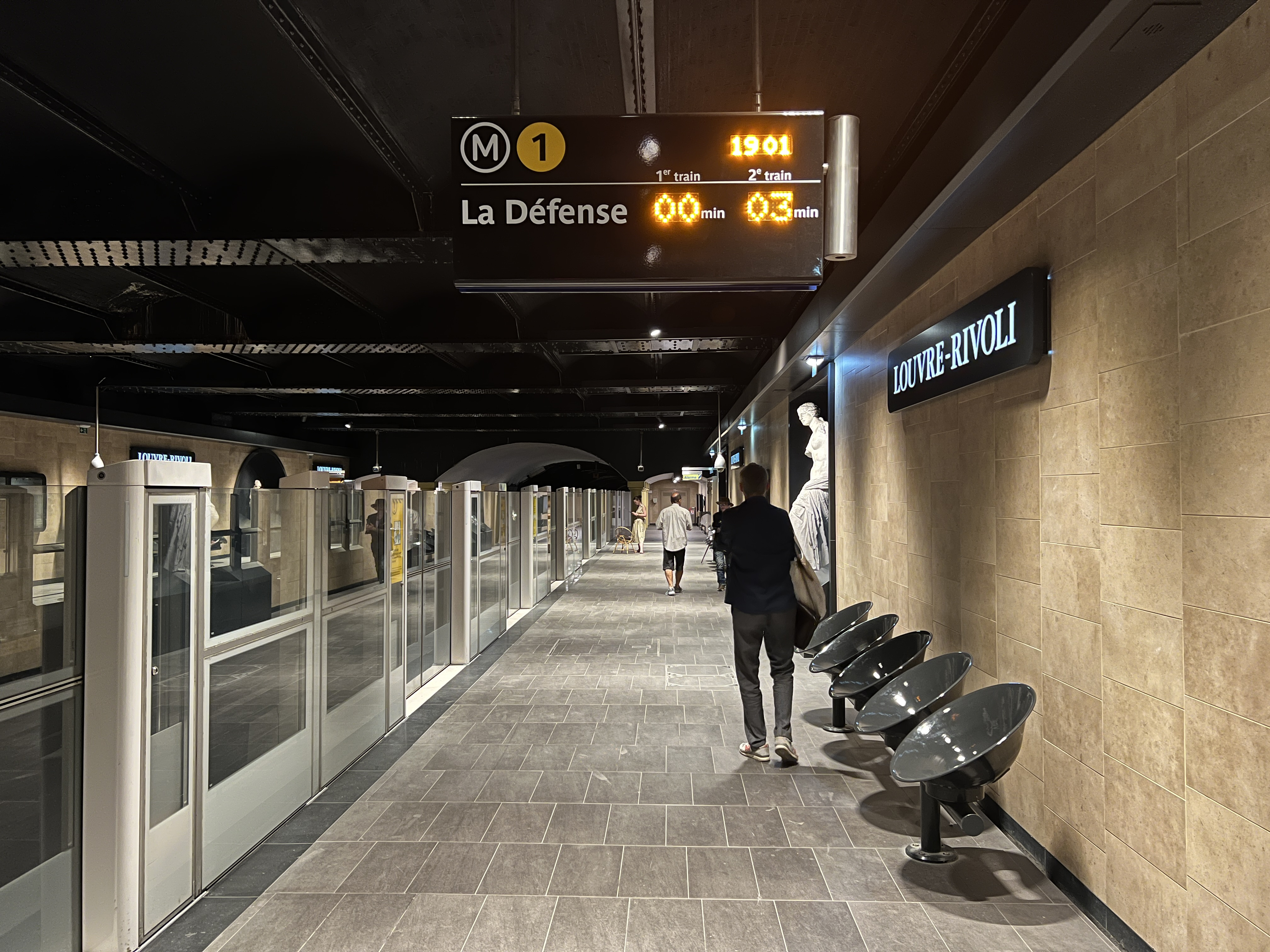
Louvre-Rivoli
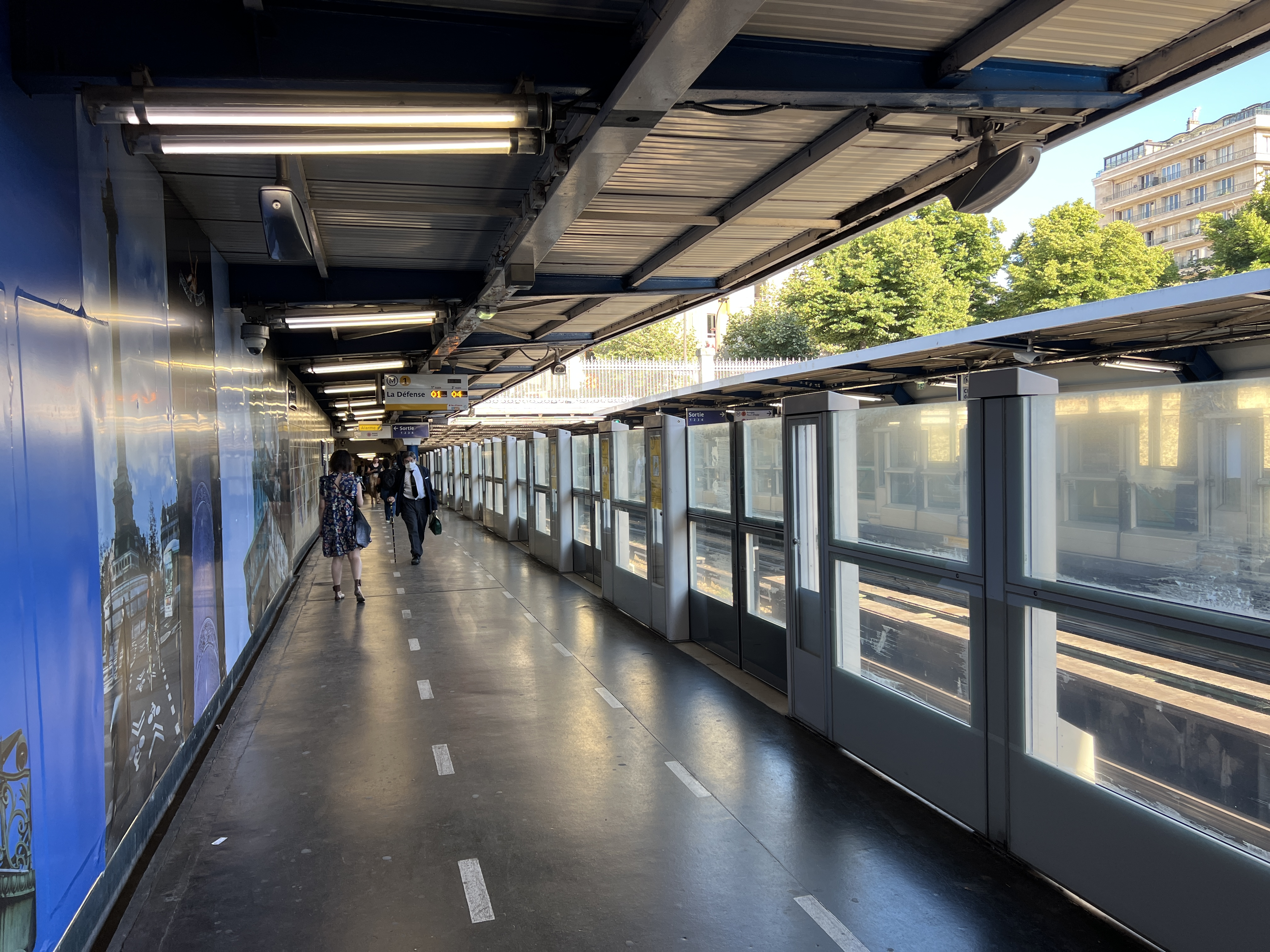
Bastille
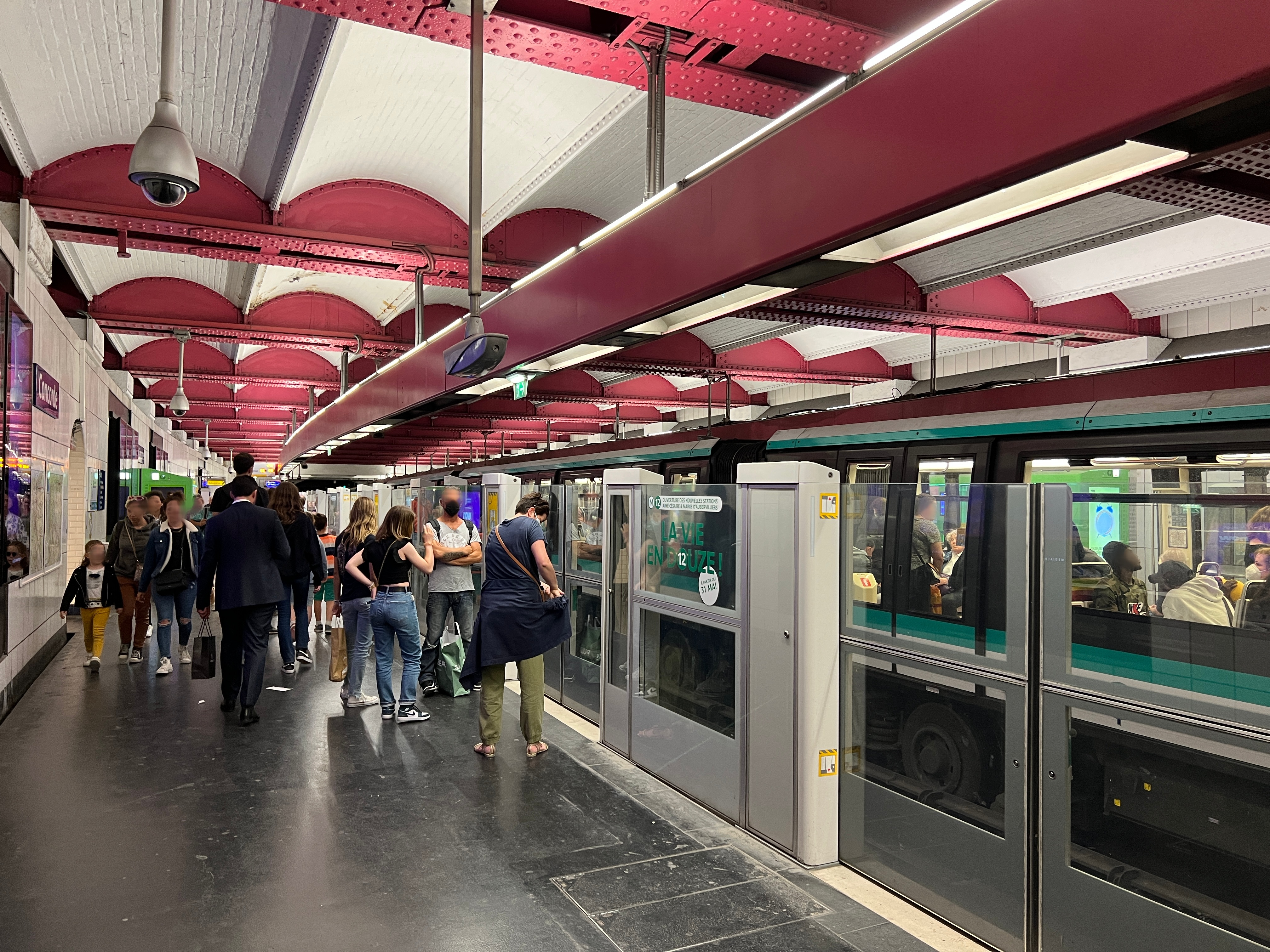
Concorde
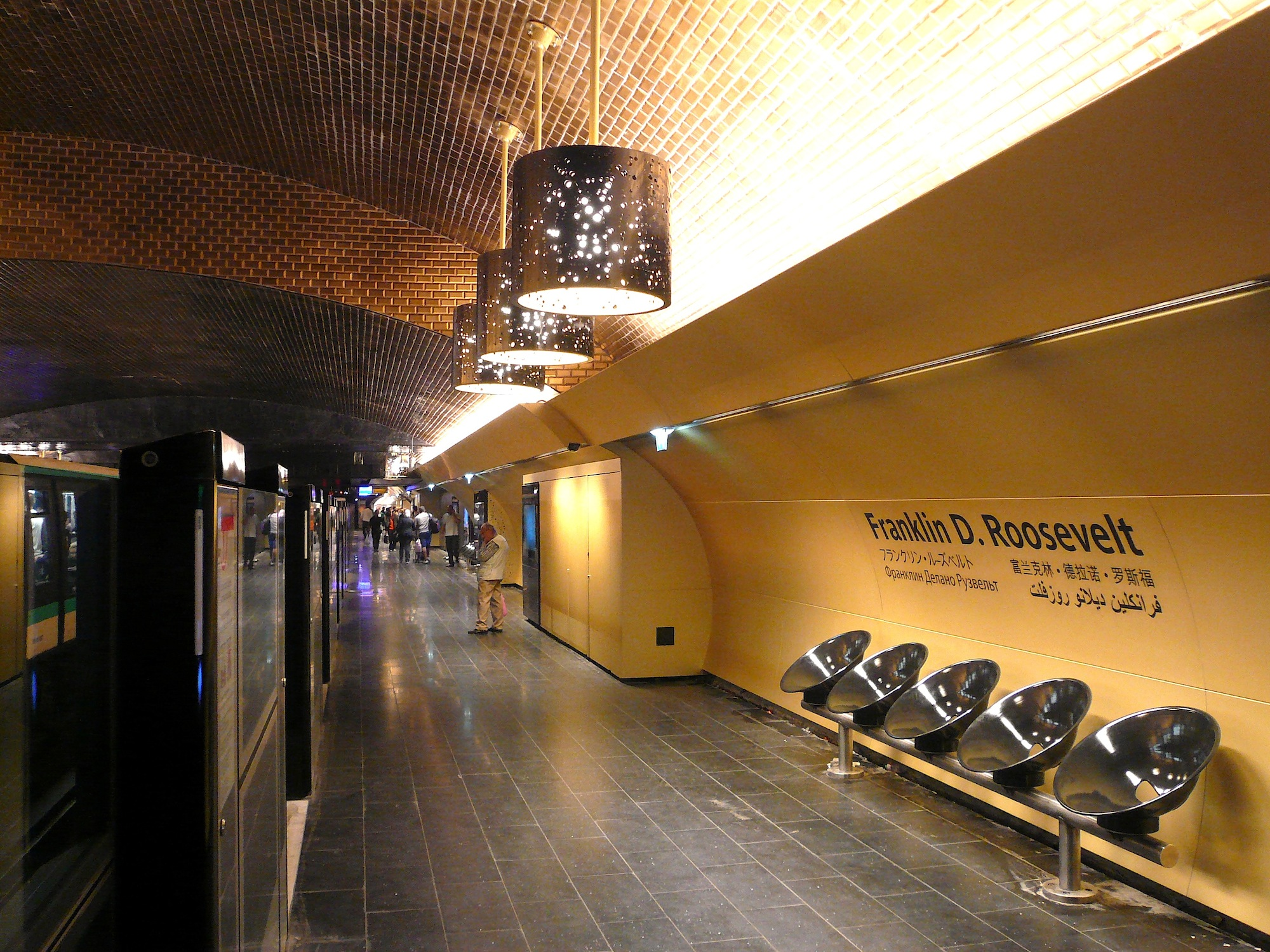
Franklin D. Roosevelt
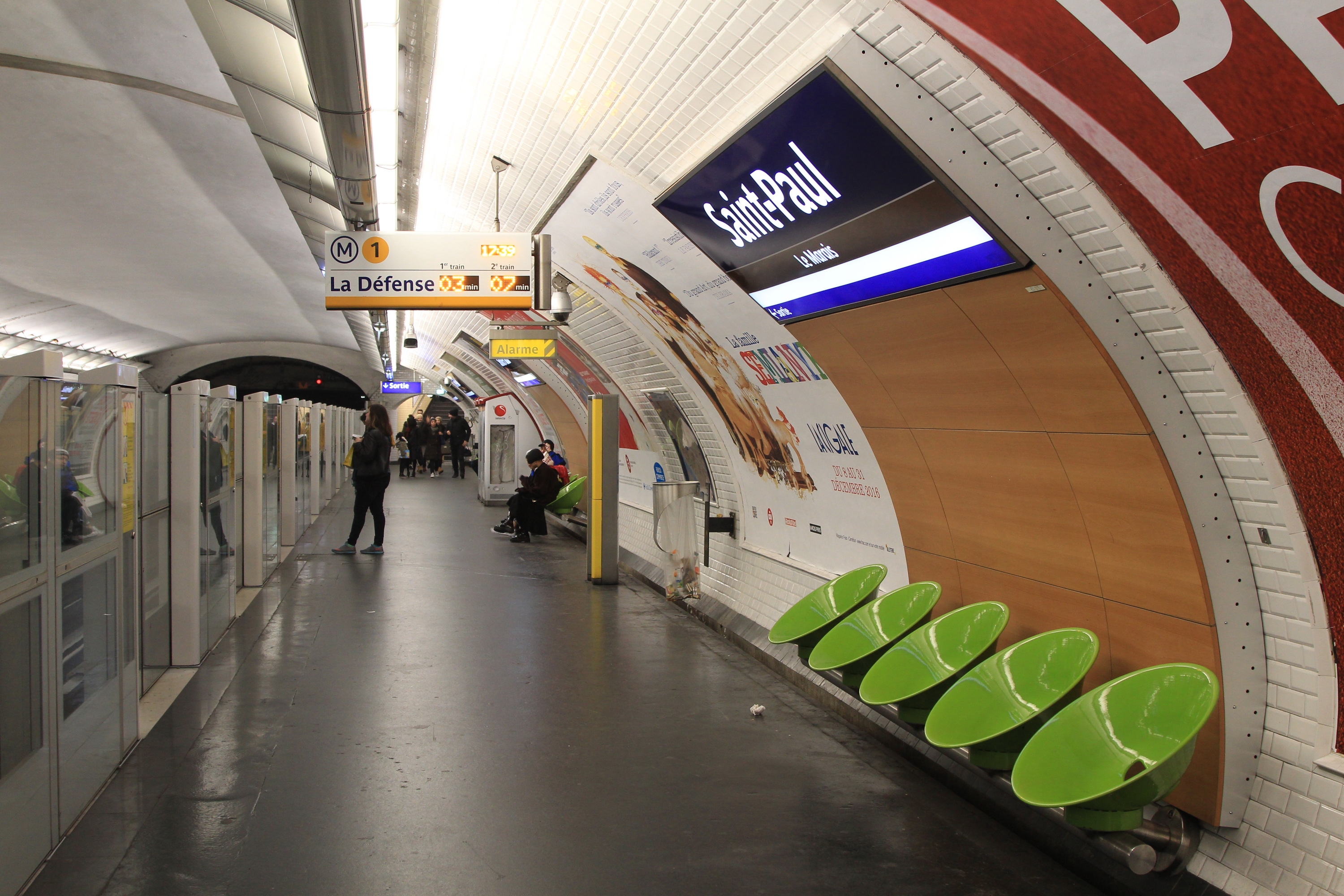
Saint-Paul